# Пина, Томас
Тома́с Пи́на И́сла (исп. Tomás Pina Isla; 14 октября 1987, Вильярта-де-Сан-Хуан) — испанский футболист, полузащитник клуба «Хэнань Суншань Лунмэн».

## Клубная карьера
Пина родился в Вильярта-де-Сан-Хуан, Кастилия-Ла-Манча. Учился в мадридском университете Комплутенсе. Получив футбольное образование в любительском клубе Терсеры «Мостолес», летом 2008 года он перебрался в «Мальорку». Дебют Пины на профессиональном уровне состоялся 31 января 2010 года, когда он вышел на замену на последние десять минут проигранного 1-2 матча против «Хереса».
5 июля 2013 года, после вылета «Мальорки» из Примеры, Пина подписал пятилетний контракт с «Вильярреалом», трансфер был оценен в 5 млн евро. Он забил свой первый гол за новую команду 4 октября в победной 3-0 домашней игре против «Гранады».